# Eduardo Escalante
Eduardo Escalante i Mateu (Valencia, 1834 – Valencia, 1895) è stato un commediografo spagnolo.

## Biografia
Eduardo Escalante è stato un commediografo conosciuto soprattutto per la sua grande produzione della sainete valenciana, genere al quale ha contribuito con quarantasette opere conservate fino ai giorni nostri e che lo ha posto tra i protagonisti della creazione teatrale del teatro vernacolo di Valencia dell'ultima metà del XIX secolo.
Nato in una famiglia di immigrati, figlio di Juan Antonio Escalante Casamayor, originario di Villena e di mestiere poliziotto, e di Mónica Mateu Carvajales, originaria di Valladolid, che però morì durante il parto. Il padre, esiliato dopo gli eventi del 1835 a causa del suo status di liberale, morì nel 1839. Rimasto orfano già in tenera età, a partire dal 1847, a soli tredici anni, iniziò a guadagnarsi da vivere dipingendo, attività che effettuò per tutta la vita assieme a quella di scrittore di commedie, di farse, di parodie.
Ebbe sei figli con sua moglie, visse in un appartamento a Valencia durante l'inverno, e in una piccola casa estiva a Macastre.
Trascorse un breve periodo a Madrid. Al suo ritorno, pubblicò poesie sui giornali di Alicante El Iris e La Palma e sui giornali valenciani La fluuta, El Rehilete e El Rubí. Pubblicò due misteri nel 1855, in occasione del quarto centenario della canonizzazione di Vicente Ferrer (patrono di Valencia): La vanitat punita e La muda, accolti favorevolmente dal pubblico.
Escalante scrisse quasi tutti i suoi lavori in valenciano, usando lo spagnolo solo in poche opere, come ad esempio nel suo dramma Raquel. Pubblicò il suo primo sainete, Deu, dèneu i noranta, nel 1861. Il successo di pubblico accompagnò praticamente tutta la sua carriera.
In generale, le sainetes di Escalante si caratterizzarono per le tematiche amorose dove sono molti gli amori contraddetti da incompatibilità di classe o di estrazione sociale ma che, infine, si risolvono in modo soddisfacente; inoltre portò sulla scena, con spirito bozzettistico, vari aspetti della vita quotidiana e urbana.
Le sue quarantasette sainetes costituiscono ancora oggi un importante documento che illustra i costumi del suo tempo e le vicende storiche di cui fu contemporaneo, nonché un esempio di discorso popolare e dialettale valenciano.
Diversi critici teatrali e intellettuali hanno spesso avuto opinioni divergenti. Solitamente apprezzano la drammaticità dei suoi sainetes e l'abilità con cui ha saputo collegare le diverse scene comiche e invece alcuni criticano Escalante per essere troppo compiacente con le classi dirigenti, riservando le sue osservazioni più acide alle classi medio-basse con pretese di avanzamento sociale. Anche l'uso del linguaggio dialettale, spesso esasperato in modi diversi per generare un effetto comico, ha ricevuto pareri discordanti.
Al suo repertorio si ispirarono anche altri autori, ma con risultati giudicati generalmente inferiori.
Anche Eduardo Escalante Feo, uno dei suoi figli, si dedicò alla scrittura teatrale, componendo la maggior parte delle sue opere in valenciano, scrivendo sia sainete che zarzuela, di carattere tipicamente valenciano, precedendo l'età d'oro della rivista musicale valenciana degli anni '20 e '30.

## Opere
- A la vora d'un seqiol;
- Agüelo Cuc, L';
- Als lladres;
- Barraca en el Cabanyal;
- Bolot d'Oros i Mà;
- Bou i la mula o l'Àngel Bobo, El;
- Buen moso, Un;
- Bufar en caldo gelat;
- Casa de Meca, La;
- Cencerrada del mercat, La;
- Coentes, Les;
- El dramaturg peyro;
- Consoladora, Casa d'empenyos i préstamos, La;
- Corruixetes;
- Criades, Les;
- Des de dalt del Micalet;
- Deu, dèneu i noranta, El;
- En una orxateria valenciana;
- Endevina endevinalla o el Tio Perico;
- Escaleta del dimoni, L';
- Falla de sant Josep, La;
- Fugint de les bombes;
- Grapadet i prou, Un;
- Herència del rei Bonet, L';
- Jeroni i Riteta;
- Lepe i Talala;
- Matasiete, Espantaocho;
- Mentirola i el Tio Lepa;
- Moma, La;
- Muda, La;
- Nit en la glorieta, Una;
- Nóvios de ma cunyada, Els;
- Oros són triumfos o Un solter de l'Hortet;
- Patti de Pescadors, La;
- Processó per ma casa, La;
- Rei de les criadilles, El;
- Sastreseta, La;
- Sogra de castanyola, Una;
- Tadea la Corsetera;
- Tio Cavila o A divertir-se a un poblet, El;
- Tonico!;
- Torero d'estopa, Un;
- Trapatroles;
- Tres forasters de Madrid;
- Tres palomes, Les;
- Trovador en un porxe, El;
- Vanitat castigada, La;
- Vides trencades;
- Xala, La;
- Xiques de l'entresuelo, Les;
- Xiquet del Milacre, El.